# Pingvinalakúak
A pingvinalakúak (Sphenisciformes) a Madarak (Aves) osztályának egyik rendje, melybe csak egyetlenegy család, a pingvinfélék (Spheniscidae) tartozik.
2014-ben 48 jellegzetes madárfajnak feltérképezték a teljes genomját, köztük a pingvinét és a viharmadár nevű testvértaxonját; ebből a kutatásból kitudódott, hogy e két madárrend körülbelül 60 millió évvel ezelőtt vált szét (95% CI, 56.8-62.7). A pingvinalakúak és a viharmadár-alakúak (Procellariiformes) alkotják az úgynevezett Austrodyptornithes csoportot.

## Előfordulásuk
Szinte kizárólag a Föld déli féltekéjén élnek, többnyire Dél-Amerika mérsékelt övi partvidékén és a környező szigeteken. Két fajuk az Antarktisz partvidékén telepedett meg. A hideg tengeráramlatokkal jóval északabbra is eljutnak: több fajuk a szubtrópusokon, sőt, egy az Egyenlítő vidékén honos.

## Megjelenésük, felépítésük
A pingvinek különös testalkatú madarak. A legnagyobb pingvinféle 115 centiméter, a legkisebb csak 40 centiméter magas. Mivel sarló alakú, hegyes szárnyukat a repüléshez hasonló módon – bár a levegő helyett a vízben történő helyváltoztatáshoz, úszáshoz – használják, mellcsonti tarajuk nem redukálódott úgy, mint például a futómadaraké: a tarajon és a széles lapockán hatalmas izmok tapadnak. Szárnyuk jobban hasonlít a halak vagy a delfinek uszonyára, mint más madarak szárnyára: a durva, lapos evezőfelülethez a rövid és széles szárnycsontok adnak vázat. Négyujjú, rövid, durva úszóhártyás lábuk annyira hátul van, hogy a szárazon csaknem egyenesen állnak. Nincs térdük, ezért nem tudnak ülni. Mivel nem tudnak ülni, állva, a farkukra támaszkodva pihennek – éppen ezért farktollaik merevek, mint a harkály hasonló funkciót ellátó farktollai. Rövid farkuk általában 32 tollú.
Csőrük egyenes, oldalról összenyomott.
Orsó alakú testük a szárazon nehézkes, viszont a víz alatt rendkívül áramvonalas. A közegellenállás csökkentését szolgálják rövid, lapos, testük teljes felületén növő tollaik is. Ez a tollazat a hőt rosszul szigeteli, ezért a pingvinek bőre alatt vastag zsírréteg van. A tollak a zsírréteg alól erednek. Szárnyukon nem nőnek evezőtollak.
Hasuk fehér, hátuk fekete.
Csontjaikban a velő olajos.

## Életmódjuk
Minden más madárnál jobban alkalmazkodtak a vízi életmódhoz. Idejük java részét a vízben töltik, ahol halakat, tintahalakat és rákokat (krillt) fognak maguknak, esetenként 20 m-nél is mélyebbre merülve. Szárnyuk csak a vízben evezésre alkalmas, repülni nem tudnak vele. Másodpercenként kettőt-hármat is csapva a víz alatt hajtják magukat előre, mintha ott repülnének – a leggyorsabban úszó pingvinek sebessége eléri a 36 km/h-t. Eközben az e célokra átalakult lábukkal kormányoznak, illetve fékeznek. Úszásuk leginkább a delfinfélékéhez hasonlít, és azokhoz hasonlóan időnként ki is szökkennek a vízből. Az aranytollú pingvin, amely éppen e szokásáról kapta a nevét, akár 1,5 méter magas parti sziklákra is ki tud így ugrani.
A szárazföldön kiegyenesedett testtartással, totyogva, de meglehetősen gyorsan haladnak. A törmeléklejtőkön akár 300 m magasra is felkapaszkodhatnak. Jeges felszíneken hasra fekszenek, és magukat a szárnyukkal hajtva csúsznak.
Annak érdekében, hogy vedléskor a kihulló tollak helyén maradó lukak ne rontsák hőszigetelésüket, az új tollak előbb kezdenek el nőni, és valósággal kitolják maguk elől a régieket. A tollváltás ideje néhány hét, és a madár számára igen megerőltető.
Szárnyukat nem tudják se teljesen kinyújtani, se teljesen összehajtani.
Sajátos színösszeállításuk a vízben jól álcázza őket: alulról a halak a víz felszínéhez hasonlónak látják fehér hasukat, fekete hátuk pedig a tengerfenék színébe olvad be, így a felettük úszó ragadozók (pl. a leopárdfóka) kevésbé veszik észre őket.
A szaporodási időszakban a költőhely és a tenger között ingáznak. Egyébként a tengereken töltik szabad idejüket, szigeteken (esetleg jégtáblákon) pihennek meg.
Telepesen fészkelő madarak; a fészekszomszédok tollazatuk apró sajátosságairól felismerik egymást. Ezt több fajnál a fejen növő dísztollak is elősegítik. Többségük (a király- és a császárpingvin kivételével) kettő, legfeljebb három tojást rak. Kicsinyeik pelyhesek és fészeklakók. Fészkeiket meglehetősen szegényesen, növényekkel bélelik ki.
A szárazföldön természetes ellenségük alig akad, csak a halfarkasok, a tokoscsőrű madarak és az óriás viharmadarak fosztják ki időnként fészkeiket. A vízben fő ellenségeik a fókák (különösen a leopárdfóka) és a fogascetek.

## Természetvédelmi helyzetük

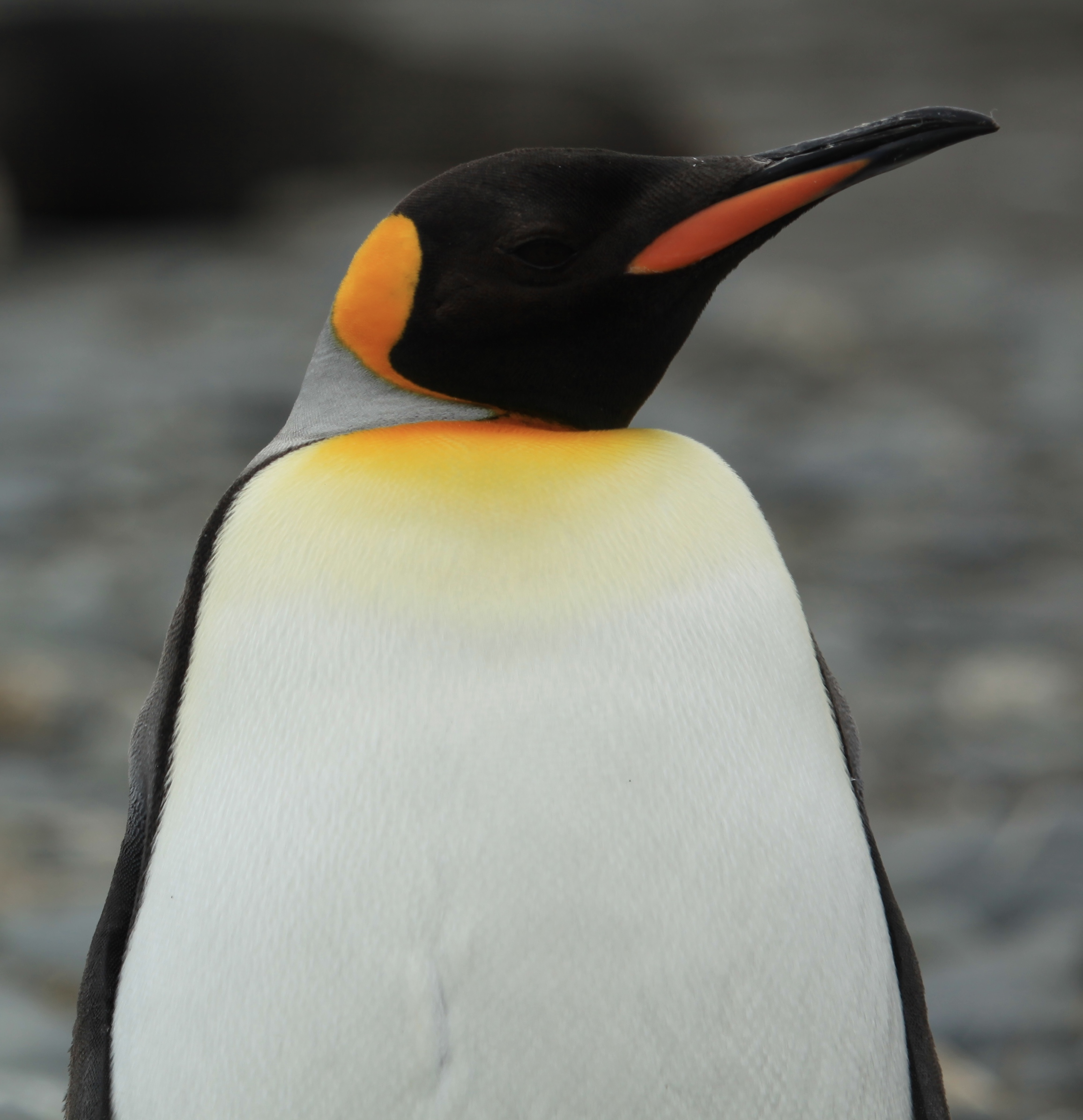
Királypingvin (Aptenodytes patagonicus)

Az ember régebben vadászta, húsát, zsírját és bőrét egyaránt feldolgozta, sőt az ürülékét, a tengerpartokon felhalmozódott pingvinguanót is kitermelte. Így például a Macquarie-szigeten hosszú évtizedekig mintegy évi 150 ezer pingvint vertek agyon, hogy pingvinolajat főzzenek zsírjukból – ráadásul behurcolták a szigetekre a fészkeket kifosztó vándorpatkányt is.
Délnyugat-Afrikában tojásaikat ínyencségként fogyasztották.
A tengeri olajszennyezések veszélyesek rájuk, mert a tollaikra rakódó olajréteg rontja hőszigetelésüket. Szakszerű kezeléssel a pingvinek az olajtól megtisztíthatók.

### Globális felmelegedés
A globális felmelegedés eltérően hat rájuk: a galápagosi pingvin élőhelyét például veszélyezteti, a királypingvint viszont a sziklás partok terjeszkedésével új élőhelyekhez juttatja.

## Rendszertani besorolásuk és kifejlődésük
Egyes, újabb kutatások arra utalnak, hogy filogenetikus taxonnév Spheniscinae, mely a modern pingvineket foglalja össze, tulajdonképpen Spheniscidae-ként kéne használni. Továbbá a Sphenisciformes nevű filogenetikus taxonnevet egy röpképtelen gyűjtőtaxonná állítanák át, melynek új neve Pansphenisciformes lenne, ez pedig ugyanazt a szerepet játszaná, mint a Linné-féle Sphenisciformes; azzal a különbséggel, hogy beléje helyeznék az összes repülésre is képes kezdetleges „előpingvint” is – azokat is, amelyeket, csak ezután fedeznének fel. De mivel a pingvinféléken belül a különböző alcsaládok rokonsági kapcsolatai még nem tisztázódtak, sőt a pingvinalakúak pontos helye sem ismert a madarak családfáján, a szócikkben használt rendszerezés a Linné-féle felállítást követi.
Törzsfejlődésük már nagyon régen különvált a madarak többi rendjétől; az első pingvinfélék maradványai a harmadkorból kerültek elő; egy nemük (az Anthropornis) közel emberméretű volt.
A pingvinek törzsfejlődését már sokan kutatták, 2005-ig pedig számos írás készült e tárgyról. A pingvin kövületek eléggé töredékesek, azonban a csontok mérete nagy változatosságra hagy következtetni, az apró fajoktól kezdve, az emberméretükig. A kutatóknak sikerült biogeográfiailag megalkotni a fejlődésük menetét. Sőt a modern nemek evolúciója manapság már majdnem teljesen tisztázott.
A kezdetleges pingvinnek a kréta–tercier kihalási esemény után jelentek meg, valahol Új-Zélandtól délre és az antarktiszi Marie Byrd Land környékén. A lemeztektonika miatt manapság e két terület, körülbelül 4000 kilométerre van egymástól, de akkortájt, csak 1500 kilométer volt köztük. A mai pingvinek legújabb közös őse és az ők testvérkládjuk, valamikor a campaniai-maastrichti kréta időszaki korszakok határán élhetett, körülbelül 70-68 millió évvel ezelőtt. Habár kövületek az eredeti őstől még nem kerültek elő, annyi biztos, hogy a kréta időszak végén – habár nem is úgy néztek ki, mint a mai fajok -, a pingvinek csoportja már jól elkülönült a többi madártól. Mivel ekkortájt a világ egy nagymértékű kihalási eseményen ment keresztül, nagy a valószínűsége annak, hogy a pingvinek ekkori ősei még röpképesek voltak – repülő madarak könnyebben rátalálnak a szűkös táplálékforrásra, mint a röpképtelenek.

### Rendszerezésük

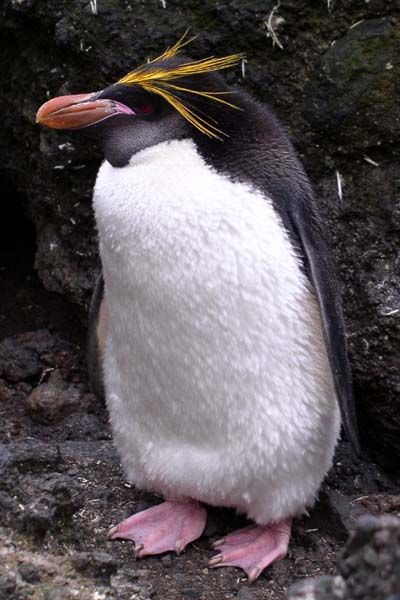
Bóbitás pingvin vagy makarónipingvin (Eudyptes chrysolophus)

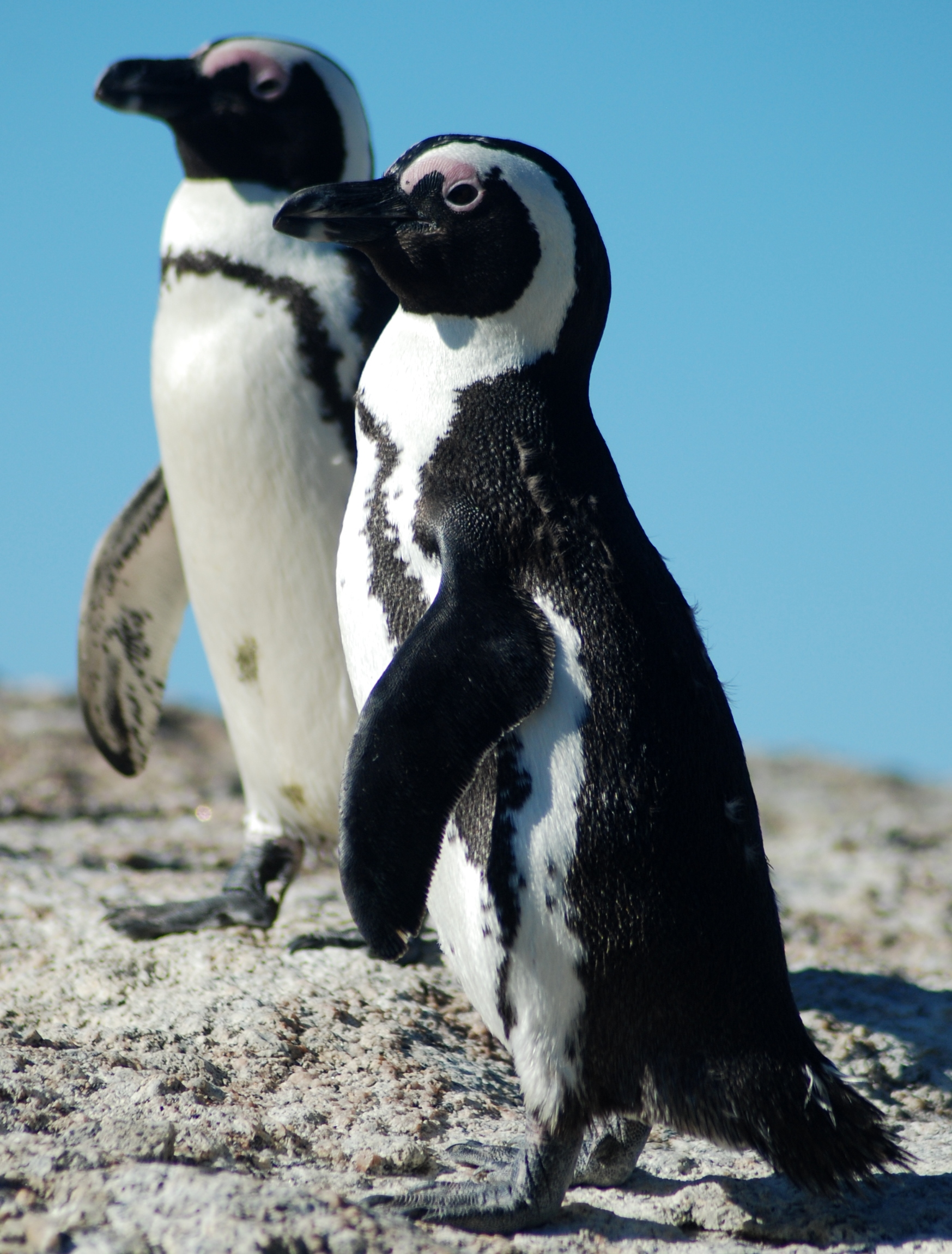
Pápaszemes pingvin (Spheniscus demersus), Boulders Beach, Dél-afrika

A családba négy alcsalád tartozik, viszont ezekből három már csak fosszilis állapotban. Az egyetlen recens alcsaládba, az úgynevezett Spheniscinaeba tartozik az összes ma élő faj. A modern pingvinfajok igazi száma rendszerezőtől függően változó; de általában 18-20 faj körül forog. Egyesek szerint a fehérszárnyú pingvin (Eudyptula albosignata) önálló fajt képez, míg mások a kék pingvin (Eudyptula minor) alfajának vélik, Eudyptula minor albosignata név alatt. Ezen kívül más pingvinek helyzete is eléggé bonyolult. A kutatók még nem tudják, hogy a Royal-pingvin (Eudyptes schlegeli) a bóbitás pingvinnek (Eudyptes chrysolophus) egy színváltozata-e; és hogy az aranytollú pingvinnek (Eudyptes chrysocome) vannak-e alfajai, vagy mindegyikük egy külön faj.
Akárhogy is legyen, Marples (1962), Acosta Hospitaleche (2004), és Ksepka et al. (2006). kutatók rendszerezése alapján a Spheniscinae alcsaládban 6 madárnem és 22 faj van (ezekből 2 kihalt és 1 bizonytalan helyzetű):
- Spheniscinae – modern pingvinek; az egyetlen alcsalád, melyben élő fajok is vannak
  - Aptenodytes Miller, JF., 1778 – 2 élő faj és 1 fosszilis faj
  - Eudyptes Vieillot, 1816 – 8 élő faj és 1 kihalt faj (az élők között bizonytalan helyzetűek is vannak)
  - Eudyptula Bonaparte, 1856 – talán 2 élő faj
  - Megadyptes Milne-Edwards, 1880 – 1 élő faj és 1 kihalt faj
  - Pygoscelis Wagler, 1832 – 3 élő faj és 3 fosszilis faj
  - Spheniscus Brisson, 1760 – 4 élő faj és 4 fosszilis faj

- †Palaeeudyptinae Simpson, 1946 – középső-késő eocén? – középső miocén
- †Palaeospheniscinae – kora miocén – kora pliocén
- †Paraptenodytinae – késő eocén – kora pliocén

- Incertae sedis, azaz bizonytalan helyzetűek (az alábbi nemek nincsenek alcsaládokba foglalva, vagy a pingvinalakúak között bazálisnak számítanak):
  - Waimanu – bazális (középső-késő paleocén)
  - Perudyptes (középső eocén; Atacama-sivatag, Peru) – bazális?
  - Spheniscidae gen. et sp. indet. CADIC P 21 (Leticia középső eocén; Punta Torcida, Argentína)[5]
  - Delphinornis (középső/késő eocén? – kora oligocén; Seymour-sziget, Antarktika) – Palaeeudyptinae, bazális, új alcsalád 1?
  - Marambiornis (késő eocén –? kora oligocén; Seymour-sziget, Antarktika) – Palaeeudyptinae, bazális, új alcsalád 1?
  - Mesetaornis (késő eocén –? kora oligocén; Seymour-sziget, Antarktika) – Palaeeudyptinae, bazális, új alcsalád 1?
  - Tonniornis (késő eocén –? kora oligocén; Seymour-sziget, Antarktika)
  - Wimanornis (késő eocén –? kora oligocén; Seymour-sziget, Antarktika)
  - Duntroonornis (késő oligocén; Otago, Új-Zéland) – talán Spheniscinae
  - Korora (késő oligocén; Dél-Canterbury, Új-Zéland)
  - Kairuku (késő oligocén; Kelet-South Island, Új-Zéland)
  - Platydyptes (késő oligocén; Új-Zéland) – talán nem monofiletikus csoport; Palaeeudyptinae, Paraptenodytinae vagy új alcsalád?[14]
  - Spheniscidae gen. et sp. indet. (késő oligocén/kora miocén; Hakataramea, Új-Zéland)[6]
  - Madrynornis (Puerto Madryn késő miocén; Argentína) – talán Spheniscinae
  - Pseudaptenodytes (késő miocén/kora pliocén)
  - Dege (kora pliocén; Dél-Afrika) – talán Spheniscinae
  - Marplesornis (kora pliocén) – talán Spheniscinae
  - Nucleornis (kora pliocén; Duinfontain, Dél-Afrika) – talán Spheniscinae
  - Tereingaornis (középső pliocén; Új-Zéland)
  - Inguza (késő pliocén) – talán Spheniscinae; korábban Spheniscus predemersus
  - Palaeoapterodytes (késő oligocén/kora miocén; Argentína)
  - Kumimanu

A kora oligocén korszakban élt Cruschedula revola Ameghino, 1899 nevű madarat, korábban pingvinalakúnak tartották, azonban 1943-ban a holotípus újravizsgálása után áthelyezték a vágómadárfélék (Accipitridae) családjába. Az 1980-ban végzett további kutatások, ezt az áthelyezett taxont a madarakon belül incertae sedis – bizonytalan helyzetű státuszra tette, azaz még a rendje sem ismert ennek a madárnak.

### Fordítás
- Ez a szócikk részben vagy egészben  a   Penguin című angol Wikipédia-szócikk ezen változatának fordításán alapul.  Az eredeti cikk szerkesztőit annak laptörténete sorolja fel. Ez a jelzés csupán a megfogalmazás eredetét és a szerzői jogokat jelzi, nem szolgál a cikkben szereplő információk forrásmegjelöléseként.